# John Sutton (1er baron Dudley)
Pour les articles homonymes, voir John Sutton et Sutton.
John Sutton (25 décembre 1400 – 30 septembre 1487), 1er baron Dudley, était un noble anglais. Conseiller et diplomate du roi Henri VI, il participa à plusieurs batailles de la Guerre de Cent Ans et de la Guerre des Deux-Roses.

## Biographie
John Sutton était le fils aîné de John Sutton V et de Constance Blount, fille de Walter Blount.
En tant que Lord-intendant en 1422, Sutton rapporta le corps du défunt roi Henri V en Angleterre et fut le porte-étendard à ses obsèques.
De 1428 à 1430 il occupa la fonction de Lord lieutenant d'Irlande. Dudley combattit à plusieurs reprises dans les années 1430 en France, et fut diplomate en France dans les années 1440. En 1443 il devint conseiller du roi Henri VI. En 1451, il fut créé chevalier de l'Ordre de la Jarretière.
Entre 1470 et 1483, il servit la Couronne en tant que connétable de la Tour de Londres.

### Guerre des Deux-Roses
À la bataille de St Albans en 1455, Lord Dudley prit part au combat avec son fils aîné Edmund et fut capturé avec le roi par le duc d'York. À la bataille de Blore Heath le 23 septembre 1459, il fut également du côté de la Maison de Lancastre. Dudley fut blessé et une nouvelle fois capturé.
À la bataille de Towton le 29 mars 1461, il combattit du côté de la Maison d'York et en fut récompensé par le nouveau roi Édouard IV. Le 28 juin suivant, Dudley assista à son couronnement. Après l'avènement d'Édouard IV, Dudley ne participa plus à aucune des batailles du conflit.
On sait cependant que le roi Henri VII le tint en haute estime peu après son avènement en 1485. Henri VII avait reconnu en Lord Dudley un partisan de la Maison de Lancastre (et donc de la nouvelle Maison Tudor) et ainsi l’invita à toutes les réunions du Parlement entre 1485 et sa mort, malgré son grand âge.

## Mariage et descendance
John Sutton épouse le 14 mars 1420 Elizabeth, une des filles de John de Berkeley. Ils ont quatre enfants :
- Edmund Sutton (1425 - v.1485)
- John Sutton, père d'Edmund Dudley (conseiller du roi Henri VII
- William Dudley, évêque de Durham
- Oliver Dudley

## Mort et succession
Il mourut le 30 septembre 1487. Son testament était daté du 17 août.
Ses terres revinrent à son petit-fils Edward, fils d'Edmond qui était mort peu après le couronnement de Richard III en 1483.